# Maik Zirbes
Maik Hendrik Zirbes (* 29. Januar 1990 in Traben-Trarbach) ist ein deutscher Basketballnationalspieler. Der 2,07 Meter große Center wurde ab 2005 im Jugendbereich des Bundesligisten TBB Trier gefördert und schaffte dort den Sprung in die Basketball-Bundesliga. Im weiteren Verlauf seiner Karriere gewann er mit den Brose Baskets Bamberg und dem FC Bayern München die deutsche Meisterschaft. Auslandsstationen Zirbes' waren Maccabi Tel Aviv, Roter Stern Belgrad, Guangxi Weizhuang, Cedevita Olimpija Ljubljana, Shabab Al Ahli und Benfica Lissabon.

## Erfolge als Jugendspieler
2008 nahm Maik Zirbes mit der deutschen U18-Nationalmannschaft am renommierten Albert-Schweitzer-Turnier in Mannheim und an der U18-Europameisterschaft in Griechenland teil. Bei beiden Turnieren zählte er zu den individuell herausragenden Spielern. Zudem gewann er in diesem Jahr mit der U18-Mannschaft der SFG Bernkastel in Berlin den DBB-Jugendpokal. Nach Abschluss der Saison 2008/09 wurde er als wertvollster Spieler der NBBL ausgezeichnet.

## Profikarriere

### TBB Trier
In der Spielzeit 2009/10 kam Zirbes in 28 Bundesligapartien für Trier zum Einsatz, kam jedoch insgesamt nicht über den Status eines Ergänzungsspielers hinaus. Zusätzliche Spielpraxis erhielt er als Doppellizenzspieler in der 2. Bundesliga Pro A, wo er für die Saar-Pfalz Braves in 14 Spielen durchschnittlich 8,9 Punkte erzielte.
In der Saison 2010/11 stand Maik Zirbes erneut im Kader von TBB Trier und schaffte den Durchbruch als Bundesligaspieler. Der neue Trainer Henrik Rödl stellte ihn von Beginn an als Center in der Anfangsformation auf. Bei 34 Einsätzen in der Bundesliga und einer Feldwurfquote von über 60 Prozent steigerte Zirbes seinen Punkteschnitt von 1,6 auf 7,5.
Nach einem weiteren Leistungsschub in der Hinrunde der Saison 2011/12 wurde Zirbes im Januar 2012 erstmals für das All-Star-Game der Bundesliga nominiert. Dabei erzielte er 14 Punkte für die von seinem Vereinstrainer Rödl betreute Auswahl der besten deutschen Spieler der Liga. Mit einem Schnitt von 10,6 Punkten und 7,1 Rebounds pro Spiel war Zirbes ein Garant für den Klassenerhalt der Trierer, der erst am vorletzten Spieltag feststand. Er verzeichnete insgesamt 106 Offensiv-Rebounds und führte damit die Rangliste der Bundesliga in dieser Kategorie an. Für seine Leistungen in der Saison 2011/12 wählten ihn die Trainer zum „Besten deutschen Nachwuchsspieler“ und zum „Most Improved Player“ (am stärksten verbesserten Spieler) der Liga.

### Brose Baskets
Zur Saison 2012/13 wechselte Maik Zirbes zum damals amtierenden Deutschen Meister und Pokalsieger Brose Baskets nach Bamberg. Als Nachfolger von Tibor Pleiß gehandelt, spielte Zirbes von Saisonbeginn an sowohl in der Bundesliga als auch in der EuroLeague regelmäßig in der Ersten Fünf der Bamberger. Im Januar 2013 stand er erstmals auch beim Bundesliga-All-Star-Game in der von den Zuschauern gewählten Startformation der Auswahl der deutschen Spieler. Kurz zuvor hatte Zirbes öffentliche Kritik von Wolfgang Heyder, dem Geschäftsführer der Brose Baskets, einstecken müssen, der ihm in einem Interview mit der Zeitschrift BIG einen „gefährlichen Hang zur Selbstgefälligkeit“ attestierte. Die Spielzeit 2012/13 endete für die Brose Baskets mit dem erneuten Gewinn der Deutschen Meisterschaft, wobei Zirbes in den zwölf Play-off-Spielen gegen Phoenix Hagen, FC Bayern München und EWE Baskets Oldenburg mit 71 Prozent eine überragende Wurfquote verzeichnete.
Die Spielzeit 2013/14 war für die Brose Baskets bis in die Endphase der Bundesliga-Hauptrunde von mehreren Personalwechseln auf Schlüsselpositionen geprägt, wobei Maik Zirbes im Lauf der Saison seinen Platz in der Startformation an D’or Fischer verlor. Entsprechend verringerten sich seine Spielanteile im Vergleich zum ersten Jahr in Bamberg, jedoch erzielte er mit über 66 Prozent weiterhin eine der besten Wurfquoten der gesamten Liga.

### Roter Stern Belgrad
Nach dem frühen Aus in den Play-offs 2014 wurde Headcoach Chris Fleming in Bamberg entlassen und der Kader unter seinem Nachfolger Andrea Trinchieri stark umgebaut. Auch Maik Zirbes entschloss sich zu einem Wechsel und nahm ein Angebot über zwei Jahre von Roter Stern Belgrad aus Serbien an. Die erste Saison bei seinem neuen Verein verlief sehr erfolgreich: Nach dem Sieg im serbischen Pokalwettbewerb gewann die Mannschaft von Trainer Dejan Radonjić die Adriatische Basketballliga und schließlich erstmals seit 17 Jahren die Landesmeisterschaft. Im letzten Spiel der Finalserie gegen Partizan Belgrad, die Roter Stern mit 3:0 Siegen für sich entschied, war Maik Zirbes mit 17 Punkten bester Korbschütze seiner Mannschaft. In der EuroLeague zog Roter Stern Belgrad in die Runde der Top 16 ein.
In der Saison 2015/16 konnte Roter Stern Belgrad an die Erfolge des Vorjahres anknüpfen, wobei Zirbes seine persönlichen Statistiken deutlich nach oben schraubte und als „Iron Maik“ zum Führungsspieler avancierte. In der Adriatischen Basketballliga verteidigte die Mannschaft nach einem zweiten Platz in der Hauptrunde souverän ihren Titel durch einen 3:0-Sieg im Playoff-Finale gegen Mega Leks. Maik Zirbes war in diesem Wettbewerb mit Saisonmittelwerten von 13,2 Punkten und 5,9 Rebounds in seiner Mannschaft jeweils führend. Nach Abschluss der Hauptrunde wurde er in das All-Star-Team der Liga gewählt. Auf europäischer Ebene erreichte Roter Stern das Viertelfinale der EuroLeague, wo man sich dem späteren Titelgewinner ZSKA Moskau geschlagen geben musste. Dabei konnte Zirbes mit einem Punkteschnitt von 12,4 in 27 Spielen seine Ausbeute im Vergleich zum Vorjahr mehr als verdoppeln. Zum Abschluss der Saison gewann Zirbes mit Belgrad erneut die serbische Meisterschaft.

### Maccabi Tel Aviv
Nach zwei erfolgreichen Jahren beendete Maik Zirbes im Sommer 2016 sein Engagement in Belgrad und wechselte zusammen mit seinem Mannschaftskollegen Quincy Miller zum israelischen Rekordmeister Maccabi Tel Aviv. Dort kam er in 15 EuroLeague-Partien zum Einsatz und erzielte im Schnitt 8,1 Punkte sowie drei Rebounds. In der israelischen Liga kam er auf neun Einsätze und Mittelwerte von 8,3 Zählern sowie 4,4 Rebounds pro Spiel.

### FC Bayern München
Im Januar 2017 kehrte Maik Zirbes nach Deutschland zurück und wurde auf Leihbasis vom FC Bayern München verpflichtet. Dort erzielte er in 18 Bundesligaspielen 8,3 Punkte sowie 3,2 Rebounds im Schnitt. Im Juli 2017 unterschrieb Zirbes bei den Bayern einen Vertrag für die Saison 2017/18. Die Münchner hatten zuvor bereits den serbischen Point Guard Stefan Jović verpflichtet, mit dem Zirbes in Belgrad sehr erfolgreich zusammengespielt hatte. Im Lauf der Saison stieß auch noch Zirbes' früherer Belgrader Trainer Dejan Radonjić als Nachfolger des entlassenen Aleksandar Djordjević zu den Bayern, die schließlich zum ersten Mal in der Vereinsgeschichte das Double gewannen. Finalgegner war sowohl im Pokal als auch in der Meisterschaft Alba Berlin. Zirbes, der in dieser Spielzeit insgesamt 72 Pflichtspiele absolvierte, wurde von beiden Trainern als Ersatzmann für Devin Booker eingesetzt und erzielte in der Bundesliga einen Schnitt von 6,8 Punkten und 3,3 Rebounds bei einer Spielzeit von 15 Minuten. Im EuroCup, in dem die Bayern im Halbfinale ausschieden, kam Zirbes auf 5,9 Punkte und 2,7 Rebounds im Schnitt.

### Roter Stern Belgrad
In der Sommerpause 2018 kehrte Zirbes zu Roter Stern zurück. Mit dem serbischen Hauptstadtverein gewann er im Frühjahr 2019 zum dritten Mal in seiner Laufbahn den Meistertitel in der Adriatischen Basketballliga.

### Guangxi Weizhuang
Anfang Mai 2019 wurde Zirbes' Wechsel zur chinesischen Mannschaft Guangxi Weizhuang bekannt gegeben.

### KK Union Olimpija
Zur Saison 2019/20 nahm Zirbes ein Angebot der slowenischen Spitzenmannschaft Cedevita Olimpija Ljubljana an. In der Adriatischen Basketballliga erzielte er für die Mannschaft 5,8 Punkte pro Begegnung.

### Shabab Al Ahli
Im Sommer 2020 wechselte er zur Mannschaft Shabab Al Ahli in die Vereinigten Arabischen Emirate.

### Roter Stern Belgrad
Im September 2021 kehrte er nach Belgrad zurück. Für Roter Stern stand er während der Saison 2021/22 in elf Begegnungen der Adriatischen Basketballliga auf dem Spielfeld und kam auf Mittelwerte von 4,9 Punkten sowie 2,5 Rebounds. Zirbes wurde in Belgrad durch eine Verletzung und eine zwei Ansteckungen mit COVID-19 zurückgeworfen.

### Benfica Lissabon
Zur Saison 2022/23 wechselte Zirbes zu Benfica Lissabon nach Portugal. Er wurde mit der Mannschaft portugiesischer Meister, Zirbes erzielte im Verlauf des Spieljahres 2022/23 in 22 Einsätzen in der portugiesischen Liga im Mittel 6,7 Punkte sowie 3,8 Rebounds. Er trat mit Benfica auch im europäischen Vereinswettbewerb Champions League an: In acht Spielen erzielte Zirbes einen Durchschnitt von 4,9 Punkten.

### Rückkehr nach Trier
Im September 2023 gab Zweitligist Gladiators Trier die Verpflichtung des inzwischen 33-Jährigen bekannt. Nach elf Jahren kehrte Zirbes mit dem Wechsel in die Stadt zurück. Ende Mai 2025 gewann er mit den Moselanern den Meistertitel in der 2. Bundesliga ProA, gleichbedeutend mit dem Wiederaufstieg in die Bundesliga.

## Nationalmannschaft
Im Alter von 19 Jahren feierte Zirbes bei einem Testspiel gegen die Niederlande sein Debüt in der deutschen A-Nationalmannschaft, wurde jedoch anschließend vom damaligen Bundestrainer Dirk Bauermann nicht ins Aufgebot für die Europameisterschaft 2009 in Polen berufen.
Sein nächstes Länderspiel bestritt Zirbes im Juli 2012 während der zweiten Amtszeit von Bundestrainer Svetislav Pesic. Nach ansprechenden Leistungen in einigen Testspielen und im Supercup wurde er für die Qualifikationsrunde zur Europameisterschaft 2013 nominiert, die mit acht Siegen in acht Spielen sehr erfolgreich verlief. Zirbes punktete in drei Spielen zweistellig und brachte es insgesamt auf einen Schnitt von 5,4 Punkten.
Im September 2013 nahm Maik Zirbes unter Pesics Nachfolger Frank Menz erstmals an einer Herren-Europameisterschaft teil. Trotz eines überraschenden Auftaktsiegs gegen den späteren Europameister Frankreich, zu dem Zirbes vier Punkte beisteuerte, schied die deutsche Mannschaft bei dem Turnier in Slowenien bereits nach der Vorrunde aus. Als Ersatzmann auf der Centerposition betrug die Einsatzzeit von Zirbes im Schnitt unter zehn Minuten.
In Abwesenheit von Tibor Pleiß bestritt Zirbes im August 2014 die Qualifikationsrunde zur EM 2015 als Center in der deutschen Anfangsaufstellung. Als Zweiter der Gruppe C sicherte sich Deutschland die Teilnahme an dem Turnier, wobei für Zirbes im Schnitt 7,2 Punkte und 4,8 Rebounds verbucht wurden. Ein Jahr später verpasste er jedoch die EM-Endrunde wegen einer Bänderverletzung, die er sich bei einem Vorbereitungsturnier zugezogen hatte.

## Spielweise
Maik Zirbes ist ein klassischer Center, der in der Lage ist, in Korbnähe hochprozentig abzuschließen. Häufig führt er im Zusammenspiel mit dem Point Guard den Spielzug Pick-and-Roll durch und verschafft sich dadurch günstige Wurfpositionen in der Zone. Die Fachzeitschrift BIG bezeichnete Zirbes als „einen der besten Pick'n'Roll-Center Europas“.

## Erfolge und Auszeichnungen
Titelgewinne 
- Deutscher Meister 2013 (Brose Baskets) und 2018 (FC Bayern München)
- Deutscher Pokalsieger 2018 (FC Bayern München)
- Slowenischer Pokalsieger 2020 (Cedevita Olimpija Ljubljana)
- Meister der Vereinigten Arabischen Emirate 2021 (Shabab Al Ahli)
- Meister der Adriatischen Basketballliga 2015, 2016, 2019 und 2022 (Roter Stern Belgrad)
- Serbischer Meister 2015, 2016, 2019 und 2022 (Roter Stern Belgrad)
- Serbischer Pokalsieger 2015 und 2022 (Roter Stern Belgrad)
- Portugiesischer Meister 2023 (Benfica Lissabon)
- Portugiesischer Pokalsieger 2023 (Benfica Lissabon)
- Meister ProA Deutschland 2025 (Gladiators Trier)

 Persönliche Auszeichnungen in der Basketball-Bundesliga 
- Teilnahme am All-Star-Game 2012, 2013 und 2014
- Most Improved Player 2012
- Bester deutscher Nachwuchsspieler 2012

Persönliche Auszeichnungen in der Adriatischen Basketballliga
- Wahl in die Erste Fünf der Saison 2015/16

## Trainer
Ab dem Frühjahr 2024 verstärkte er gelegentlich den Trainerstab der luxemburgischen Nationalmannschaft, um die Innenspieler der Auswahl zu betreuen.